# Gino Benzoni

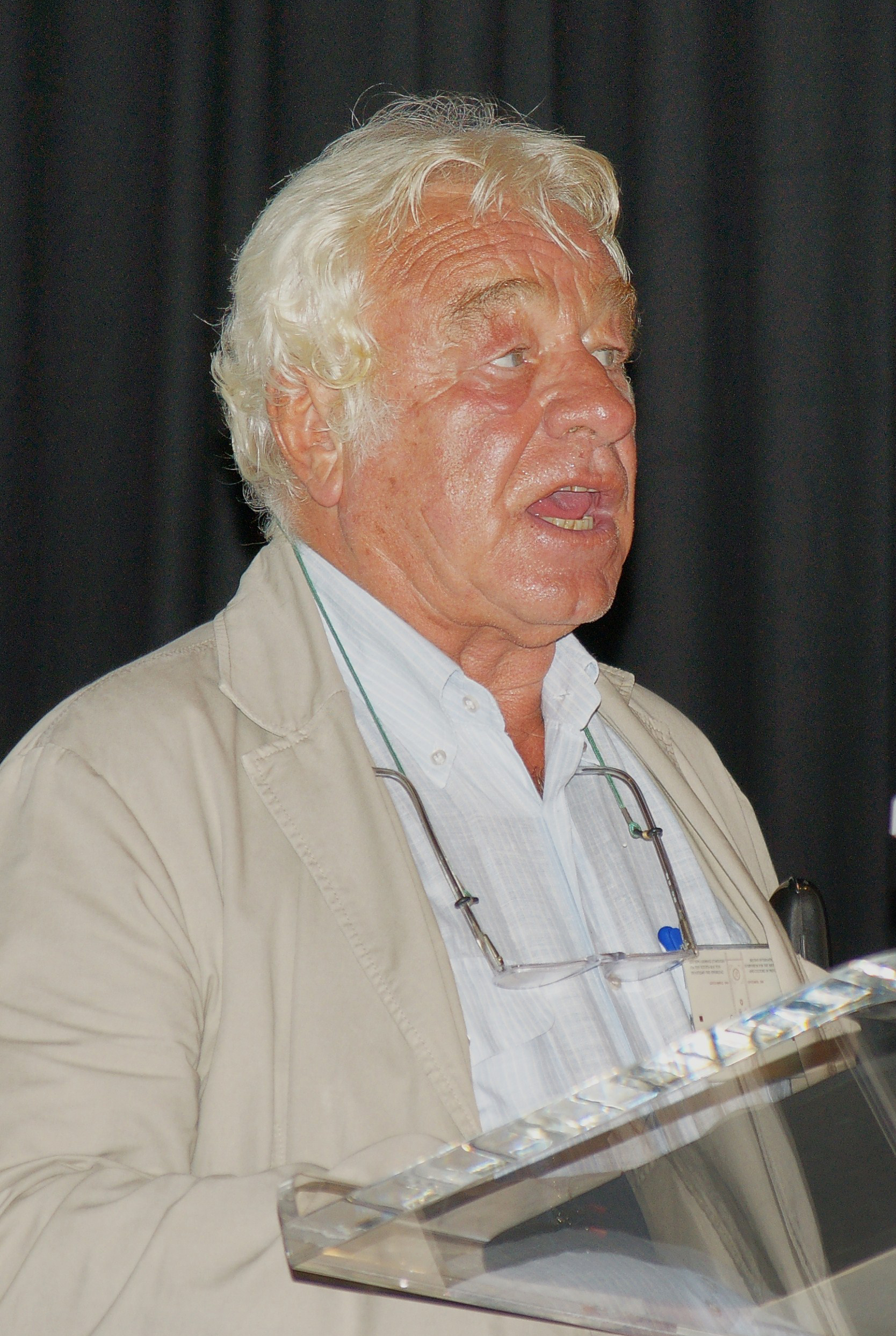
Gino Benzoni, 2009

Gino Benzoni (* 15. Mai 1937 in Bozen) ist ein italienischer Mittelalter- und Neuzeit-Historiker sowie Spezialist für die Geschichte der Geschichtswissenschaft.

## Leben und Werk
Promoviert wurde Benzoni am 24. Februar 1960. Er wurde Professor für Geschichte der Geschichtsschreibung an der Universität Venedig. Zudem wurde er Direktor des Instituts für die Geschichte der Gesellschaft und des Staates Venedig (istituto di storia della società e dello stato veneziano) der Fondazione Giorgio Cini, dann Mitglied des Direktorats der  Storia di Venezia der Enciclopedia Italiana. Auch hielt er führende Positionen in der Deputazione di Storia Patria per le Venezie.

## Veröffentlichungen (Auswahl)
- Venezia nell’età della controriforma, Mursia, Mailand 1973.
- Gli affanni della cultura. Intellettuali e potere nell’Italia della Controriforma e barocca, Feltrinelli, Mailand 1978.
- I „frutti dell’armi“. Volti e risvolti della guerra nel seicento in Italia, Enciclopedia Italiana, Rom 1980.
- mit Tiziano Zanato (Hrsg.): Storici e politici del Cinquecento e Seicento, Ricciardi, Mailand/Neapel 1982. (online)
- La vita intellettuale, in: Gino Benzoni, Gaetano Cozzi (Hrsg.): Storia di Venezia, Band VII (= La Venezia barocca), Rom 1997, S. 813–912.
- La cultura. In: Piero Del Negro, Paolo Preto (Hrsg.): Storia di Venezia. Band VIII (= L’ultima fase della Serenissima), Rom 1998, S. 861–932.
- Venezia e l’Austria, Marsilio, Venedig 1999.
- Da Palazzo Ducale. Studi sul quattro-settecento veneto, Marsilio, Venedig 1999.
- Del dialogo, del silenzio e di altro, Olschki, Florenz 2001.